# Dariusz Seliga
Dariusz Michał Seliga (Skierniewice; 10 de Abril de 1969 — ) é um político da Polónia. Ele foi eleito para a Sejm em 25 de Setembro de 2005 com 5251 votos em 10 no distrito de Piotrków Trybunalski, candidato pelas listas do partido Prawo i Sprawiedliwość.